# Sui conoidi e sferoidi
Sui conoidi e sferoidi è un trattato di Archimede contenente 34 proposizioni dedicate alle figure solide di rotazione, conoidi e sferoidi.
In testa riporta questa lettera:

## Le principali proposizioni
1. un segmento qualunque d'un conoide parabolico tagliato da un piano perpendicolare all'asse, è uguale a 3 volte la metà del cono avente la stessa base ed il medesimo asse di questo segmento;
2. se un segmento d'un conoide parabolico è tagliato da un piano non perpendicolare all'asse, questo piano sarà parallelamente uguale a 3 volte il segmento del cono che ha la stessa base ed il medesimo asse del segmento;
3. se due segmenti d'un conoide parabolico sono tagliati da due piani, di cui l'uno sia perpendicolare all'asse e l'altro non lo sia, e se gli assi dei segmenti sono uguali, detti segmenti saranno uguali tra di loro;
4. se due segmenti d'un conoide parabolico sono tagliati da un piano in qualunque modo condotto, questi segmenti sono tra loro come i quadrati dei loro assi;
5. un segmento d'un conoide iperbolico tagliato da un piano perpendicolare all'asse, è ad un cono che ha la stessa base e l'istesso asse di detto segmento, come una retta formata dall'asse del segmento e del triplo della retta aggiunta all'asse, e ad una retta composta dell'asse del segmento e del doppio della retta aggiunta all'asse;
6. se un segmento d'un conoide iperbolico è tagliato da un piano non perpendicolare all'asse, il segmento del conoide sarà al segmento del cono che ha la medesima base e lo stesso asse del segmento, come una retta composta dall'asse del segmento e del triplo della retta aggiunta all'asse, è a una retta formata dall'asse del segmento e del doppio della retta aggiunta all'asse;
7. la metà d'un sferoide qualunque tagliata da un piano condotto dal centro e perpendicolare sull'asse, è doppio di un segmento del cono che ha la stessa base e lo stesso asse del segmento;
8. se uno sferoide qualunque è tagliato da un piano condotto dal centro e non perpendicolare sull'asse, la metà dello sferoide sarà sempre il doppio di un segmento di cono che avrà la stessa base e il medesimo asse dello stesso segmento;
9. il segmento d'uno sferoide qualunque tagliato da un piano perpendicolare sull'asse che non passa dal centro, è al cono che ha la stessa base e lo stesso asse del detto segmento, come una retta composta della metà dell'asse dello sferoide, e dell'asse del più gran segmento;
10. se uno sferoide è tagliato da un piano che non passa dal centro e che non sia perpendicolare sull'asse, il più piccolo segmento sarà al segmento del cono, che ha la stessa base ed il medesimo asse del segmento, come una retta formata dalla metà della linea retta che unisce i vertici dei segmenti che sono prodotti dal piano dal tagliante e dall'asse delk piccolo segmento è all'asse del gran segmento;
11. il gran segmento d'uno sferoide qualunque tagliato non al suo centro da un piano perpendicolare sull'asse, è al cono che ha la stessa base e il medesimo asse del segmento, come una retta formata dalla metà dell'asse dello sferoide e dell'asse del piccolo segmento è all'asse del piccolo segmento;
12. se uno sferoide è tagliato da un piano che non passa per il centro e che non sia perpendicolare sull'asse, il più gran segmento dello sferoide  sarà al segmento del cono, che ha la stessa base ed il medesimo asse del cono, come una linea retta composta della metà della retta, la quale unisce le sommità dei segmenti che sono stati prodotti da questa sezione, e dall'asse del piccolo segmento è all'asse del piccolo segmento.

Da questo trattato emerge anche una proporzione spesso usata in astronomia: la superficie dell'ellisse è a quella del circolo circoscritto nella proporzione del piccolo asse al grande asse.